# Централен Машоналенд
Централен Машоналенд е една от областите на Зимбабве. Разположена е в северната част на страната и граничи с Мозамбик и Замбия. Площта на областта е 28 347 км², a населението, по оценка от август 2017 г.) – 1 441 944 души. Столицата на Машоналенд е град Биндура.
По време на дъждовния сезон през 2002/2003, серизоно наводнение обхванало Централен Машоналенд, както и някои други области на Зимбабве.
Централен Машоналенд е разделена на седем района: Биндура, Центенари, Гуруве, Маунт Даруин, Рушинга, Шанва и Мазоуе.